# Квасов, Анатолий Николаевич
Анатолий Николаевич Квасов (15 марта 1935, Кропоткин, Азово-Черноморский край — 2007, Ростов-на-Дону) — советский и российский хормейстер, музыкальный педагог, народный артист РСФСР (1988). Был художественным руководителем Государственного ансамбля песни и пляски донских казаков, профессором консерватории им. Рахманинова.

## Биография
Анатолий Николаевич Квасов родился 15 марта 1935 года в Кропоткине Азово-Черноморского края (сейчас Краснодарский край). Отец, Николай Степанович Квасов, был дорожным рабочим, мать, Валентина Антоновна, работала в системе обслуживания. В 1958 году окончил Орджоникидзевский горно-металлургический институт, работал горным инженером на шахтах Донбасса и Кавказа. Окончил дирижёрское отделение музыкального училища города Орджоникидзе.
В 1965 году поступил в Ленинградскую консерваторию, но проучился там лишь один год. В 1966—1971 годах учился в Московском институте им. Гнесиных на факультете руководителей народного хора.
Будучи ещё на 5 курсе был направлен в Ростов-на-Дону в качестве художественного руководителя Государственного ансамбля песни и пляски донских казаков. В 1970—2007 годах был руководителем ансамбля. Под его руководством хор записал на фирме «Мелодия» три диска «Песни донских казаков», много выступал на радио.
С 1981 года также преподавал в Ростовском государственном музыкально-педагогическом институте (позже Ростовская консерватория имени С. В. Рахманинова) на кафедре дирижирования, отделение народного хора.
Был автором статей в журналах «Музыкальная жизнь», «Художественная самодеятельность». Был членом Союза концертных деятелей России.
Умер в 2007 году, похоронен на Северном кладбище Ростова-на-Дону.

### Семья
- Жена — певица Раиса Ивановна Квасова (урожд. Шапошникова). Окончила Саратовскую консерваторию (класс профессора Л. Л. Христиансена), пела в хоре ансамбля донских казаков.

## Награды и премии
- Заслуженный деятель искусств РСФСР (12.06.1979)[1].
- Государственная премия РСФСР имени М. И. Глинки — за пропаганду лучших образцов народного песенного и хорового искусства, за концертные программы (1982).
- Народный артист РСФСР (1988).
- Медаль ордена «За заслуги перед Отечеством» II степени (06.09.1999)[2].